# Liste de compositeurs d'opérettes, d'opéras-comiques et de comédies musicales
Cet article présente une liste des principaux compositeurs d'opérettes à travers le monde. Le tableau permet le tri par ordre alphabétique, date de naissance (par défaut), date de décès ou nationalité.
Cette liste n'a pas vocation d'exhaustivité. La notoriété d'une seule œuvre peut justifier la présence de son compositeur. Seules les opérettes, y compris les zarzuelas, opéras-comiques, opéras-bouffes et comédies musicales, doivent être indiqués sur cette page. Un article absent peut être demandé au projet Musique classique.
| Compositeur                | Année de naissance | Année de décès | Nationalité        | Œuvres principales |
| -------------------------- | ------------------ | -------------- | ------------------ | --- |
| Holý, František Ondřej     | 1747               | 1783           | Tchéquie           | 1774 : Der Bassa von Tunis |
| Berwald, Johan Fredrik     | 1787               | 1861           | Suède              | 1811 : L'Héroine de l'amour filial |
| Mašek, Gašpar              | 1794               | 1873           | Tchéquie, Slovénie | Kaznivi |
| Adam, Adolphe              | 1803               | 1856           | France             | 1834 : Le Chalet 1852 : Si j'étais roi ! 1856 : Le Postillon de Lonjumeau                                                                                             |
| Clapisson, Louis           | 1808               | 1866           | France             | 1856 : La Fanchonnette |
| Proch, Heinrich            | 1809               | 1879           | Autriche           | 1847 : Zweiter und dritter Stock |
| Arnold, Juri Karlowitsch   | 1811               | 1898           | Russie             | Deux opérettes |
| Flotow, Friedrich von      | 1812               | 1883           | Allemagne          | 1866 : Zilda ou la Nuit des dupes |
| Boulanger, Ernest          | 1815               | 1900           | France             | 1842 : Le Diable à l'école 1847 : La Cachette |
| Bazin, François            | 1816               | 1878           | France             | 1858 : Maître Pathelin |
| Maillart, Louis-Aimé       | 1817               | 1871           | France             | 1856 : Les Dragons de Villars |
| Offenbach, Jacques         | 1819               | 1880           | France             | 1855 : Orphée aux Enfers 1864 : La Belle Hélène 1866 : La Vie parisienne 1867 : La Grande-duchesse de Gérolstein 1868 : La Périchole 1868 : La Fille du tambour-major |
| Hopp, Julius               | 1819               | 1885           | Autriche           | 1862 : Margarethl und Fäustling |
| Deffès, Louis              | 1819               | 1900           | France             | 1878 : Les Noces de Fernande |
| Massé, Victor              | 1822               | 1884           | France             | 1853 : Les Noces de Jeannette |
| Leslie, Henry David        | 1822               | 1896           | Grande-Bretagne    | 1857 : Romance, or Bold Dick Turpin |
| Hignard, Aristide          | 1822               | 1898           | France             | 1853 : Le Colin-maillard 1858 : Monsieur de Chimpanzé |
| Barbieri, Francisco Asenjo | 1823               | 1894           | Espagne            | 1854 : Los Diamantes de la corona 1874 : El Barberillo de Lavapiés |
| Genée, Richard             | 1823               | 1895           | Autriche           | 1879 : Gräfin Dubarry 1882 : Der Bettelstudent |
| Flechtenmacher, Alexandru  | 1823               | 1898           | Roumanie           | 1848 : Baba Hârca |
| Gastinel, Léon             | 1823               | 1906           | France             | 1860 : Titus et Bérénice |
| Hervé                      | 1825               | 1892           | France             | 1869 : Le Petit Faust 1883 : Mam'zelle Nitouche |
| Strauss II, Johann         | 1825               | 1899           | Autriche           | 1874 : Die Fledermaus (La Chauve-Souris) 1883 : Eine Nacht in Venedig (Une Nuit à Venise) 1885 : Der Zigeunerbaron (Le Baron tzigane)                                 |
| Duprato, Jules             | 1827               | 1892           | France             | 1856 : Monsieur Landry |
| Cahen, Ernest              | 1828               | 1893           | France             | 1856 : Le Calfat |
| Costé, Jules               | 1828               | 1883           | France             | 1868 : Les Horreurs de la guerre |
| Cohen, Léonce              | 1829               | 1901           | France             | 1858 : Mam'zelle Jeanne 1866 : Bettina |
| Erlanger, Jules            | 1830               | 1895           | France             | 1859 :L'Arbre de Robinson |
| Durand, Émile              | 1830               | 1903           | France             | 1869 : L'Astronome du Pont-Neuf |
| Zajc, Ivan                 | 1832               | 1914           | Croatie            | 1863 : Mannschaft an Bord |
| Lecocq, Charles            | 1832               | 1918           | France             | 1872 : La Fille de Mme Angot |
| Legouix, Isidore           | 1834               | 1916           | France             | 1876 : Le Mariage d'une étoile |
| Avenarius, Tony            | 1836               | 1901           | Allemagne          | 1894 : Ene Kölsche Fauß ! (sous le pseudonyme d' Antonius Hafermann)                                                                                                  |
| Bendl, Karel               | 1838               | 1897           | Tchéquie           | 1867 : Indická princezna (La Princesse indienne) |
| Müller Adolf junior        | 1839               | 1901           | Autriche           | 1892 : Der Millionenonkel 1899 : Wiener Blut |
| Chabrier, Emmanuel         | 1841               | 1894           | France             | 1877 : L'Étoile 1879 : Une éducation manquée 1887 : Le Roi malgré lui                                                                                                 |
| Bernicat, Firmin           | 1842               | 1883           | France             | 1882 : Les Beignets du roi |
| Lavallée, Calixa           | 1842               | 1891           | Canada             | 1872 : Loulou |
| Sullivan, Arthur           | 1842               | 1900           | Grande-Bretagne    | 1882 : Iolanthe 1885 : Le Mikado |
| Audran, Edmond             | 1842               | 1901           | France             | 1880 : La Mascotte 1877 : Le Grand Mogol |
| Zeller, Carl               | 1842               | 1898           | Autriche           | 1891 : Der Vogelhändler 1894 : Der Obersteiger |
| Millöcker, Carl            | 1842               | 1899           | Autriche           | 1879 : Gräfin Dubarry 1882 : Der Bettelstudent |
| Adolf Neuendorff           | 1843               | 1897           | États-Unis         | 1880 : The Rat-Charmer of Hamelin/Der Rattenfänger von Hameln |
| Varney, Louis              | 1844               | 1908           | France             | 1880 : Les Mousquetaires au couvent |
| Cellier, Alfred            | 1844               | 1891           | Grande-Bretagne    | 1886 : Dorothy |
| Machado, Augusto           | 1845               | 1924           | Portugal           | 1879 : Maria da Fonte |
| Serpette, Gaston           | 1846               | 1904           | France             | 1896 : La Demoiselle du téléphone |
| Planquette, Robert         | 1848               | 1903           | France             | 1877 : Les Cloches de Corneville 1887 : Surcouf |
| Heuberger, Richard         | 1850               | 1914           | Autriche           | 1898 : Der Opernball |
| Bretón,Tomás               | 1850               | 1923           | Espagne            | 1894 : La Verbena de la Paloma |
| Reiterer, Ernst            | 1851               | 1923           | Autriche           | 1903 : Frühlingsluft |
| Grünfeld, Alfred           | 1852               | 1924           | Autriche           | 1903 : Der Lebemann 1908 : Die Schönen von Fogaras |
| Messager, André            | 1853               | 1929           | France             | 1898 : Véronique 1907 : Fortunio 1928 : Coups de roulis |
| Giménez, Gerónimo          | 1854               | 1923           | Espagne            | 1897 : La Boda de Luis Alonso 1900 : La Tempranica |
| Sousa, John Philip         | 1854               | 1932           | États-Unis         | 1896 : El Capitan |
| Solomon, Edward            | 1855               | 1895           | Grande-Bretagne    | 1891 : The Nautch Girl or The Rajah of Chutneypore |
| Hellmesberger, Josef       | 1855               | 1907           | Autriche           | 1904 : Das Veilchenmädel |
| Valente, Vincenzo          | 1855               | 1921           | Italie             | 1888 : I granatieri |
| Telgmann, Oscar Ferdinand  | 1855               | 1946           | Canada             | 1889 : Leo, the Royal Cadet |
| Banès, Antoine             | 1856               | 1924           | France             | 1881 : La Nuit de noce 1892 : Toto |
| Dell'Acqua, Eva            | 1856               | 1930           | Belgique           | 1881 :La Bachelette 1918 : Pierrot menteur |
| Dellinger, Rudolf          | 1857               | 1910           | Allemagne          | 1885 : Don Cesar |
| Maunder, John Henry        | 1858               | 1920           | Grande-Bretagne    | 1910 : The Superior Sex |
| Berté, Heinrich            | 1858               | 1924           | Hongrie            | 1916 : Das Dreimäderlhaus |
| Parma, Viktor              | 1858               | 1924           | Slovénie           | 1902 : Caričine amazonke (Les Amazones de la tsarine) 1917 : Zaročenec v škripcih (Le Fiancé dans l'embarras)                                                         |
| De Koven, Reginald         | 1859               | 1920           | États-Unis         | 1890 : Robin Hood |
| Herbert, Victor            | 1859               | 1924           | États-Unis         | 1906 : The Red Mill 1913 : Sweethearts |
| Sambucetti, Luis           | 1860               | 1926           | Uruguay            | El diablo rojo |
| Samáras, Spýros            | 1861               | 1917           | Grèce              | 1915 : Πριγκίπισα της Σάσωνος (La Princesse de Sazan) |
| Caryll, Ivan               | 1861               | 1921           | Belgique           | 1896 : The Circus Girl 1901 : The Toreador |
| von Zois, Hans             | 1861               | 1924           | Autriche           | 1887 : Columbine |
| Weinberger, Charles        | 1861               | 1939           | Autriche           | 1910 : Die Romantische Frau |
| Ganne, Louis               | 1862               | 1923           | France             | 1899 : Les Saltimbanques 1906 : Hans, le joueur de flûte |
| German, Edward             | 1862               | 1936           | Grande-Bretagne    | 1902 : Merrie England 1907 : Tom Jones |
| Findeisen, Otto            | 1862               | 1947           | Allemagne          | 1904 : Der Sühneprinz |
| Reinhardt, Heinrich        | 1865               | 1922           | Autriche           | 1901 : Das süße Mädel |
| Donáth, Ede                | 1865               | 1945           | Hongrie            | 1899 : Shulamith |
| Krakauer, Alexander        | 1866               | 1894           | Autriche           | 1890 : Der Herr Franz |
| Felix, Hugo                | 1866               | 1934           | Autriche           | 1894 : Das Husarenblut |
| Lincke, Paul               | 1866               | 1946           | Allemagne          | 1899 : Frau Luna 1902 : Lysistrata |
| Terrasse, Claude           | 1867               | 1923           | France             | 1901 : Les Travaux d'Hercule 1902 : La Fiancée du scaphandrier 1903 : Le Sire de Vergy                                                                                |
| Christiné, Henri           | 1867               | 1941           | France             | 1918 : Phi-Phi 1921 : Dédé |
| Jarno, Georg               | 1868               | 1920           | Hongrie            | 1907 : Die Försterchristl |
| Beines, Carl               | 1869               | 1950           | Allemagne          | 1869 : Die Gemsjagd |
| Lehár, Franz               | 1870               | 1948           | Autriche           | 1905 : Die lustige Witwe (La Veuve joyeuse) 1929 : Das Land des Lächelns ( Le Pays du sourire) 1927 : Der Zarewitsch (Le Tsarévitch)                                  |
| Straus, Oscar              | 1870               | 1954           | Autriche           | 1907 : Rêve de Valses 1935 : Trois valses |
| Spinéllis, Loudovíkos      | 1871               | 1904           | Grèce              | 1893 : O Genikos Grammatefs (Ὁ Γενικὸς Γραμματεύς) |
| Vives, Amadeu              | 1871               | 1932           | Espagne            | 1923 : Doña Francisquita |
| Buttykay, Ákos             | 1871               | 1935           | Hongrie            | 1922 : Olivia hercegnő |
| Jessel, Leon               | 1871               | 1942           | Allemagne          | 1917 : Schwarzwaldmädel (La Fille de la Forêt Noire) |
| Wickenhauser, Franz        | 1872               | 1940           | Allemagne          | 1911 : Die Musterweibe |
| Fall, Léo                  | 1873               | 1925           | Tchéquie           | 1910 : Der Fidele Bauer (Le Joyeux Paysan) 1911 : Die Geschiedene Frau (La Divorcée) 1911 : Die Dollarprinzessin (La Princesse Dollar)                                |
| Johnson, J. Rosamond       | 1873               | 19541          | États-Unis         | 1906 : Shoo-Fly Regiment |
| Hahn, Reynaldo             | 1874               | 1947           | France             | 1923 : Ciboulette |
| Abbate, Gennaro Maria      | 1874               | 1954           | Italie             | 1921 : La Stella del Canada 1925 : Le Tre Grezie |
| Szulc, Josef               | 1875               | 1956           | France             | 1929 : Flossie |
| Hetényi-Heidelberg, Albert | 1875               | 1951           | Hongrie            | 1919 : Utolsó szimfónia |
| Huszka,Jenő                | 1875               | 1960           | Hongrie            | 1905 : Gül Baba |
| Kreisler, Fritz            | 1875               | 1962           | Autriche           | 1932 : Sissy - (Sissi, future impératrice) |
| Scotto, Vincent            | 1876               | 1952           | France             | 1935 : Un de la Canebière 1948 : Violettes Impériales |
| Friml, Rudolph             | 1876               | 1972           | Tchéquie           | 1924 : Rose-Marie |
| Ladmirault,Paul            | 1877               | 1944           | France             | 1928 : Glycères |
| Stojanović, Petar          | 1877               | 1957           | Serbie             | 1917 : Devojka na Mansardi (La Fille du grenier) |
| Cuvillier, Charles         | 1877               | 1955           | France             | 1912 : Le Domino lilas |
| Gilbert, Jean              | 1879               | 1942           | Allemagne          | 1910 : Die keusche Suzanne (La Chaste Suzanne) |
| Ascher, Leo                | 1880               | 1942           | Autriche           | 1912 : Hoheit tanzt Walzer 1916 : Der Soldat der Marie |
| Rochlitzer, Ludwig         | 1880               | 1945           | Autriche           | 1914 : Der Erste Kuß |
| Stolz, Robert              | 1880               | 1975           | Autriche           | 1921 : Die Tanzgräfin |
| Ranzato, Virgilio          | 1882               | 1937           | Italie             | 1923 : Il Paese dei campanelli 1926 : Cin Ci La |
| Kálmán, Emmerich           | 1882               | 1953           | Hongrie            | 1915 : Die Csárdásfürstin (Princesse Czardas) 1924 : Gräfin Mariza (Comtesse Maritza)                                                                                 |
| Křička, Jaroslav           | 1882               | 1969           | Tchéquie           | 1951 : Český Paganini aneb Slavík a Chopin |
| Jacobi, Victor             | 1883               | 1921           | Hongrie            | 1904 : A Rátartós királykisasszony |
| Assafiev, Boris            | 1884               | 1949           | Russie             | 1940 : Карьера Клеретты (La Carrière de Claretta) |
| Benatzky, Ralph            | 1884               | 1957           | Autriche           | 1930 : Im weißen Rößl - L'Auberge du Cheval-Blanc |
| Hirsch, Hugo               | 1884               | 1961           | Allemagne          | 1923 : Der Fürst von Pappenheim |
| Bromme, Walter             | 1885               | 1943           | Allemagne          | 1926 : Miss Amerika. Das Abenteuer einer jungen Dame |
| Künneke, Eduard            | 1885               | 1953           | Allemagne          | 1921 : Der Vetter aus Dingsda |
| Lattès, Marcel             | 1886               | 1943           | France             | 1930 : Arsène Lupin banquier |
| Jacquet, H. Maurice        | 1886               | 1954           | France             | 1908 : Messaouda 1913 : Romanitza |
| Reesen, Emil               | 1887               | 1964           | Danemark           | 1942 : Farinelli |
| Goublier, Henri            | 1888               | 1951           | France             | 1915 : La Cocarde de Mimi-Pinson |
| Berlin, Irvin              | 1888               | 1989           | États-Unis         | 1925 : The Cocoanuts |
| Simóns, Moisés             | 1889               | 1945           | Cuba               | 1934 : Toi, c'est moi |
| Porter, Cole               | 1891               | 1964           | États-Unis         | 1934 : Anything Goes 1948 : Kiss Me, Kate |
| Nick, Edmund               | 1891               | 1974           | Allemagne          | 1948 : Das Halsband der Königin |
| Honneger, Arthur           | 1892               | 1955           | France             | 1930 : Les Aventures du roi Pausole |
| Alexys, Max                | 1892               | 1960           | Belgique           | 1954 : Chansons de Paris |
| Abraham, Paul              | 1892               | 1960           | Hongrie            | 1930 : Viktoria und ihr Husar (Victoria et son hussard) |
| Moretti, Raoul             | 1893               | 1954           | France             | 1925 : Trois jeunes filles nues |
| Mackeben, Theo             | 1895               | 1953           | Allemagne          | 1938 : Anita und der Teufel |
| Yvain, Maurice             | 1895               | 1965           | France             | 1922 : Ta Bouche 1925 : Pas sur la bouche 1928 : Yes ! 1946 : Chanson Gitane                                                                                          |
| Erdélyi, Mihály            | 1895               | 1979           | Hongrie            | 1943 : A két kapitány (Les deux capitaines) |
| Kattnigg, Rudolf           | 1895               | 1955           | Autriche           | 1936 : Balkanliebe |
| Dostal, Nico               | 1895               | 1981           | Autriche           | 1933 : Clivia 1939 : Ungarische Hochzeit (Noces tziganes) |
| Beydts, Louis              | 1896               | 1953           | France             | 1931 : Moineau 1931 : La SADMP (La Société anonyme des messieurs prudents)                                                                                            |
| Beneš, Jara                | 1896               | 1949           | Tchéquie           | 1936 : Na tý louce zelený (Sur la verte prairie) |
| Krausz, Mihály             | 1895               | 1940           | Hongrie            | 1927 : Eine Frau von Format (en hongrois A fenséges asszony, 1934) |
| Youmans, Vincent           | 1897               | 1946           | États-Unis         | 1925 : No, No, Nanette |
| Meisel, Will               | 1897               | 1967           | Allemagne          | 1943 : Königin einer Nacht |
| Gershwin, George           | 1898               | 1937           | États-Unis         | 1924 : Lady, Be Good ! 1930 : Girl Crazy |
| Coward,Noël                | 1899               | 1973           | Grande-Bretagne    | 1929 : Bitter Sweet |
| Richartz, Willy            | 1900               | 1972           | Allemagne          | 1939 : Heut tanzt Gloria |
| Jelinek, Hanns             | 1901               | 1967           | Autriche           | 1947 : Bubi Caligula |
| Majewski, Hans-Martin      | 1901               | 1997           | Allemagne          | 1938 : Insel der Träume |
| Scheu, Just                | 1903               | 1956           | Allemagne          | 1955 : Die schöne Lügnerin |
| Vetterling, Arno           | 1903               | 1963           | Allemagne          | 1936 : Liebe in der Lerchengasse |
| Kawan, Herbert             | 1903               | 1969           | Allemagne          | 1951 : Treffpunkt Herz 1953 : Ferien am Schneeberg |
| Giannidis, Kostas          | 1903               | 1984           | Grèce              | 1932 : Koumbara (Κουμπάρα) |
| Schmidseder, Ludwig        | 1904               | 1971           | Allemagne          | 1939 : Die oder Keine! |
| Rosenthal, Manuel          | 1904               | 2003           | France             | 1930 : Rayon des soieries 1937 : La Poule noire |
| Revel, Harry               | 1905               | 1958           | Grande-Bretagne    | 1932 : Smiling Faces |
| Leigh, Walter              | 1905               | 1942           | Grande-Bretagne    | 1932 : La Fierté du régiment ou Destitué pour son pays |
| Kreuder, Peter             | 1905               | 1981           | Allemagne          | 1960 : Bel Ami |
| Berthomieu, Marc           | 1906               | 1991           | France             | 1973 : Le Chevalier des mers |
| Loube, Karl                | 1907               | 1983           | Autriche           | 1941 : Das Fräulein mit dem Koffer 1948 : Ohne Geld wär’ ich reich |
| Lang, Hans                 | 1908               | 1992           | Autriche           | 1939 : Lisa, benimm dich ! |
| Misraki, Paul              | 1908               | 1998           | France             | 1936 : Normandie 1948 : Le Chevalier Bayard |
| Bastia, Pascal             | 1908               | 2007           | France             | 1933 : Dix-neuf ans |
| Schröder, Friedrich        | 1910               | 1972           | Allemagne          | 1941 : Hochzeitsnacht im Paradies |
| Coquatrix,Bruno            | 1910               | 1979           | France             | 1946 : La Bonne Hôtesse 1947 : Le Maharadjah |
| Steinbrecher, Alexander    | 1910               | 1984           | Autriche           | 1942 : Meine Nichte Susanne |
| Burkhard,Paul              | 1911               | 1977           | Suisse             | 1950 : Das Feuerwerk |
| Khrennikov (Tikhon)        | 1913               | 2007           | Russie             | 1963 : Sto čertej i odna devuška (100 diables et une fille) 1988 : Golyj korol (Le Roi nu)                                                                            |
| Masanetz, Guido            | 1914               |                | Allemagne          | 1962 : In Frisco ist der Teufel los |
| Bourtayre, Henri           | 1915               | 2009           | France             | 1955 : Chevalier du ciel |
| Lopez, Francis             | 1916               | 1995           | France             | 1945 : La Belle de Cadix 1950 : Le Chanteur de Mexico 1952 : La Route fleurie                                                                                         |
| Ortwein, Carlernst         | 1916               | 1989           | Allemagne          | 1967 : Irene und die Kapitäne |
| Betti, Henri               | 1917               | 2005           | France             | 1946 : Mam'zelle Printemps 1949 : Baratin 1950 : L’École des femmes nues 1953 : Mobilette 1957 : Maria Flora 1969 : Le Marchand de soleil                             |
| Bernstein, Leonard         | 1918               | 1990           | États-Unis         | 1956 : Candide 1957 : West Side Story |
| Podéšt, Ludvík             | 1921               | 1968           | Tchéquie           | 1951 : Slepice a kostelník 1960 :Filmová hvězda |
| Calvi, Gérard              | 1922               | 2015           | France             | 1961 : La Polka des lampions |
| Liferman, Georges          | 1922               | -              | France             | 1968 : Rendez-vous à Paris 1976 : Nini la Chance |
| Ledru, Jack                | 1922               | 2013           | France             | 1964 : Michel Strogoff 1967 : Vienne chante et danse |
| Köhler, Siegfried          | 1923               |                | Allemagne          | 1952 : Alles Capriolen |
| Aznavour, Charles          | 1924               | -              | France             | 1965 : Monsieur Carnaval |
| Hofstetter, Igo            | 1926               | 2002           | Autriche           | 1963 : Roulette der Herzen |
| Kander, John               | 1927               |                | États-Unis         | 1966 : Cabaret 1976 : Chicago |
| Bock, Jerry                | 1928               | 2010           | États-Unis         | 1964 : Fiddler on the Roof (Un violon sur le toit) |
| Leigh, Mitch               | 1928               | 2014           | États-Unis         | 1965 : Man of La Mancha (L'Homme de La Mancha) |
| Natschinski, Gerd          | 1928               | 2015           | Allemagne          | 1960 : Messeschlager Gisela |
| MacDermot, Galt            | 1928               |                | Canada             | 1967 : Hair |
| Kálmán, Charles            | 1929               | 2015           | Autriche           | 2002 : Dryads Kiss (Le Baiser de la dryade) |
| Bart, Lionel               | 1930               | 1999           | Grande-Bretagne    | 1960 : Oliver! |
| Herman, Jerry              | 1931               |                | États-Unis         | 1964 : Hello, Dolly! 1966 : Mame 1983 : La Cage aux folles |
| Legrand, Michel            | 1932               | 2019           | France             | 1975 : Monte-Christo 1979 : Les Parapluies de Cherbourg 1996 : Le Passe-muraille                                                                                      |
| Abouker, Isabelle          | 1938               | -              | France             | 2006 : L'Opéra thérapeutique |
| Jacobs, Jim                | 1942               |                | États-Unis         | 1971 : Grease |
| Hamlisch, Marvin           | 1944               | 2012           | États-Unis         | 1975 : A Chorus Line |
| Schönberg, Claude-Michel   | 1944               | -              | France             | 1980 : Les Misérables |
| Cocciante, Richard         | 1946               | -              | France             | 1998 : Notre-Dame de Paris |
| John, Elton                | 1947               |                | Grande-Bretagne    | 1997 : Le Roi lion |
| Berger, Michel             | 1947               | 1992           | France             | 1979 : Starmania |
| Lloyd Webber, Andrew       | 1948               |                | Grande-Bretagne    | 1971 : Jesus Christ Superstar 1976 : Evita 1981 : Cats 1986 : The Phantom of the Opera (Le Fantôme de l'Opéra)                                                        |
| Dunoyer de Segonzac, Louis | 1959               |                | France             | 1987 : Le Tour du monde en 80 jours |
| Schittenhelm, Christian    | 1963               | -              | France             | 1999 : Da Vinci : les ailes de la lumière |
| Obispo, Pascal             | 1965               | -              | France             | 2000 : Les Dix Commandements |
| Laviosa, Patrick           | 1966               | -              | France             | 2006 : Le Cabaret des hommes perdus |

| Légende des couleurs utilisées en fonction du pays d'origine des compositeurs |
| France                                                                        |
| Allemagne/Autriche                                                            |
| Hongrie                                                                       |
| Espagne/Portugal                                                              |
| Grande-Bretagne/États-Unis                                                    |
| Autres                                                                        |